# Нерозв'язані проблеми фізики
Список нерозв'язаних у сучасній фізиці проблем наведений у ряді видань, зокрема Гінзбургом І. Ф.. Деякі із цих проблем мають теоретичний характер, що означає, що сучасні теорії виявляються нездатними пояснити певні спостережувані явища або експериментальні результати. Інші проблеми є експериментальними, а це означає, що є труднощі експериментальної перевірки пропонованої теорії.

## Теоретичні проблеми
Наступні проблеми є або фундаментальними теоретичними проблемами, або теоретичними ідеями, для яких відсутні експериментальні дані. Деякі з цих проблем тісно взаємозалежні. Наприклад, додаткові виміри або суперсиметрія можуть розв'язати проблему ієрархії. Уважається, що повна теорія квантової гравітації здатна відповісти на більшу частину з перерахованих питань (крім проблеми острова стабільності).

### Квантова гравітація,космологія,загальна теорія відносності
Розпад метастабільного вакууму
Чому передбачена маса квантового вакууму мало впливає на розширення Всесвіту?
Квантова гравітація
Чи можна об'єднати квантову механіку і загальну теорію відносності в єдину самоузгоджену теорію (можливо, це квантова теорія поля)?. Чи є простір-час принципово неперервним чи дискретним? Чи буде самоузгоджена теорія використовувати гіпотетичний гравітон чи вона буде повністю продуктом дискретної структури простору-часу (як в петльовій квантовій гравітації)? Чи існують відхилення від передбачень загальної теорії відносності для дуже малих або дуже великих масштабів або в інших надзвичайних обставинах, які випливають із теорії квантової гравітації?
Чорні діри, зникнення інформації в чорній дірі, випромінювання Гокінга
Чи продукують чорні діри теплове випромінювання, як це пророкує теорія? Чи містить це випромінювання інформацію про їхню внутрішню структуру, як це припускає дуальність тяжіння-калібрувальна інваріантність, чи ні, як випливає з оригінального розрахунку Гокінга? Якщо немає й чорні діри можуть безупинно випаровуватися, то що відбувається з інформацією, що зберігається в них (квантова механіка не передбачає знищення інформації)? Чи випромінювання в якийсь момент зупиниться, коли від чорної діри мало що залишиться? Чи є який-небудь інший спосіб дослідження їх внутрішньої структури, якщо така структура взагалі існує?
Додаткові виміри
Чи існують в природі додаткові виміри простору-часу, крім відомих нам чотирьох? Якщо так, то яка їхня кількість? Чи є розмірність фундаментальною властивістю Всесвіту чи вона є результатом інших фізичних законів? Чи можемо ми експериментально «спостерігати» вищі просторові виміри?
Інфляційна модель Всесвіту
Чи правильна теорія космічної інфляції, і якщо так, то які докладні деталі цієї стадії? Що являє собою гіпотетичне інфлатонне поле, відповідальне за ріст інфляції? Якщо інфляція відбулася в одній точці, чи є це початком самопідтримувального процесу за рахунок інфляції квантово-механічних коливань, який буде тривати в зовсім іншому, віддаленому від цієї точки місці?
Мультивсесвіт
Чи є фізичні причини існування інших всесвітів, які принципово неспостережувані? Наприклад: чи існують квантовомеханічні «альтернативні історії» або «множина світів»? Чи існують «інші» всесвіти з фізичними законами, що є результом альтернативних способів порушення очевидної симетрії фізичних сил при високих енергіях, розташовані, можливо, неймовірно далеко через космічну інфляцію? Чи є виправданим використання антропного принципу для рішення глобальних космологічних дилем?
Принцип космічної цензури і гіпотеза захисту хронології
Чи можуть сингулярності, що не ховаються за обрієм подій і відомі як «голі сингулярності», виникати з реалістичних початкових умов, або ж можна довести якусь версію «гіпотези космічної цензури» Роджера Пенроуза, у якій передбачається, що це неможливо? Аналогічно, чи будуть замкнені час-подібні криві, які виникають у деяких рішеннях рівнянь загальної теорії відносності (і які припускають можливість подорожей у часі у зворотному напрямку) виключені теорією квантової гравітації, яка поєднує загальну теорію відносності із квантовою механікою, як припускає «гіпотеза захисту хронології» Стівена Гокінга?
Вісь часу
Що можуть сказати нам про природу часу явища, які відрізняються одне від одного ходінням за часом вперед та назад? Чим час відрізняється від простору? Чому порушення CP-інваріантності спостерігаються тільки в деяких слабких взаємодіях і більш ніде? Чи є порушення CP-інваріантності наслідком другого закону термодинаміки або ж вони є окремою віссю часу? Чи є винятки з принципу причинності? Чи є минуле єдине можливим? Чи є теперішня мить фізично відмінною від минулого й майбутнього, чи це просто результат особливостей свідомості? Як люди навчилися домовлятися про те, що є справжньою миттю? (Див. також нижче Ентропія (вісь часу)).
Локальність
Чи існують нелокальні явища у квантовій фізиці? Якщо існують, чи не мають вони обмеження в передачі інформації, або: чи може матерія також рухатися нелокальним шляхом? При яких умовах спостерігаються нелокальні явища? Які наслідки існування або відсутності нелокальних явищ для фундаментальної структури простору-часу? Як це пов'язано з квантовим зчепленням? Як це витлумачити з позицій правильної інтерпретації фундаментальної природи квантової фізики?
Майбутнє Всесвіту
Чи рухається Всесвіт у напрямку до Великого замерзання, Великого розриву, Великого стиснення чи Великого відскоку? Чи є наш Всесвіт частиною нескінченно повторюваної циклічної моделі?

### Фізика високих енергій, фізика елементарних частинок

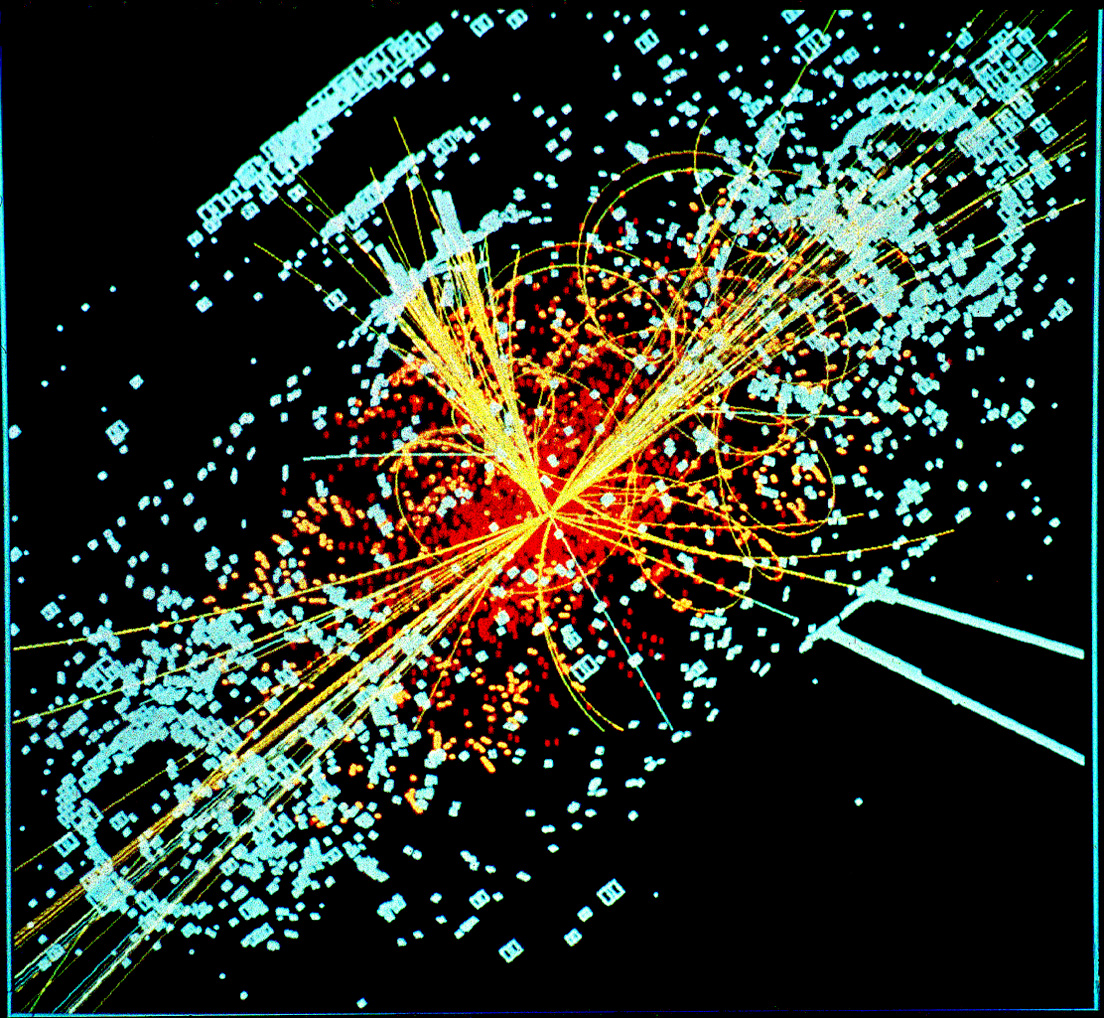
Теоретичне моделювання: сигнатура бозону Гіґґса при зіткненні протонів.

Проблема ієрархіїЧому гравітація є такою слабкою силою? Вона стає великою тільки в планківському масштабі, для частинок з енергією порядку 1019 ГеВ, що набагато вище електрослабкого масштабу (у фізиці низьких енергій домінує енергія в 100 ГеВ). Чому ці масштаби так сильно відрізняються один від одного? Що заважає величинам електрослабкого масштабу, таким як маса бозону Гіґґса, одержувати квантові виправлення на масштабах порядку планковських? Чи є рішенням цієї проблеми суперсиметрія, додаткові виміри або просто антропний точно вивірений Всесвіт?
Магнітний монопольЧи існували частинки — носії «магнітного заряду» у які-небудь минулі епохи з більш високими енергіями? Якщо так, тобто чи збереглися які-небудь з них на сьогоднішній день? (Поль Дірак показав, що наявність деяких типів магнітних монополів могла б пояснити квантування заряду.)
Розпад протона і Велике об'єднанняЯк можна об'єднати три різні квантово-механічних фундаментальних взаємодії квантової теорії поля? Чому найлегший баріон, що є протоном, абсолютно стабільний? Якщо ж протон нестабільний, то який його період напіврозпаду?
СуперсиметріяЧи реалізована суперсиметрія простору в природі? Якщо так, то який механізм порушення суперсиметрії? Чи стабілізує суперсиметрія електрослабкий масштаб, запобігаючи високі квантові поправки? Чи складається темна матерія з легких суперсиметричних частинок?
Покоління матеріїЧи існує більше трьох поколінь кварків і лептонів? Чому взагалі існують покоління? Чи існує теорія, яка могла б пояснити наявність маси в деяких кварків і лептонів в окремих поколіннях на підставі перших принципів (теорія взаємодії Юкави)?
Фундаментальна симетрія і нейтриноЯка природа нейтрино, яка їхня маса і як вони формували еволюцію Всесвіту? Чому зараз у Всесвіті виявляється речовини більше, ніж антиречовини? Які невидимі сили були присутні на зорі Всесвіту, але зникли з поля зору в процесі розвитку Всесвіту?

### Ядерна фізика

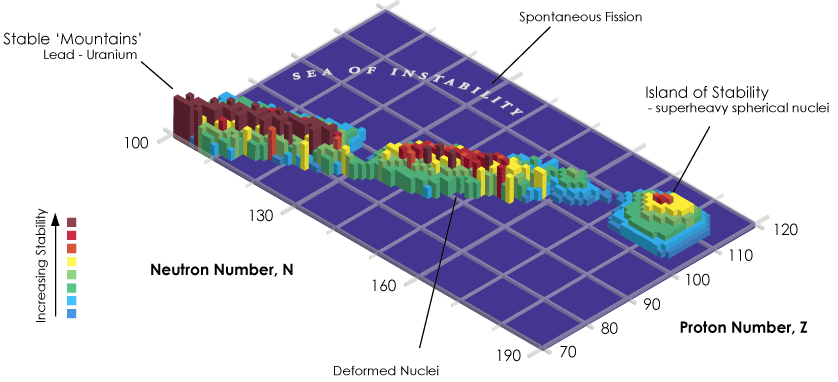
Острів стабільності на карті ізотопів

Квантова хромодинамікаЯкі фазові стани сильно взаємодіючої матерії і яку роль вони відіграють у космосі? Яка внутрішня будова нуклонів? Які властивості сильно взаємодіючої матерії пророкує квантова хромодинаміка? Що управляє переходом кварків і глюонів в пі-мезони і нуклони? Яка роль глюонів і глюонної взаємодії в нуклонах і ядрах? Що визначає ключові особливості квантової хромодинаміки і яке їхнє відношення до природи гравітації і простору-часу? Чи існують глюболи? Чи отримують глюони масу динамічно, незважаючи на нульову масу спокою, всередині адронів? Чи дійсно квантова хромодинаміка не має порушення CP-інваріантності?
Кварк-глюонна плазмаДе починається деконфайнмент: 1) як функція температури та хімічних потенціалів? 2) як функція енергії та розміру системи релятивістських зіткнень важких іонів? Яким є механізм енергії та зупинки баріонного заряду, що ведуть до утворення кварк-глюонної плазми у релятивістських зіткненнях важких іонів? Чому раптова адронізація та модель статистичної адронізації є майже ідеальним описом утворення адронів з кварк-глюонної плазми? Чи зберігається кварковий аромат у кварк-глюонній плазмі? Чи перебувають дивність та чарівність у хімічній рівновазі у кварк-глюонній плазмі? Чи тече дивність у кварк-глюонній плазмі з тією ж швидкістю, що і аромати u-кварка та d-кварка? Чому деконфінована матерія демонструє ідеальний потік?
СтрейнджлетиЧи існує дивна кваркова матерія (стрейнджлет) у стабільному стані?
Конкретні моделі формування кварк-глюонної плазмиЧи відбувається сатурація глююонів, коли їх число заповнення є великим? Чи формують глюони щільну систему, яка має назву конденсат кольорового скла? Які є характеристики та свідчення для еволюційних рівнянь Balitsky–Fadin–Kuarev–Lipatov, Balitsky–Kovchegov, Catani–Ciafaloni–Fiorani–Marchesini?
Атомне ядро і ядерна астрофізикаЯка природа ядерних сил, яка зв'язує протони й нейтрони в стабільні ядра й рідкісні ізотопи? Яка причина об'єднання простих частинок у складні ядра? Яка природа нейтронних зірок і густини ядерної матерії? Яке походження хімічних елементів у космосі? Що таке ядерні реакції, які рухають зірки й приводять до їхніх вибухів?
Острів стабільностіЯке найважче зі стабільних або метастабільних ядер може існувати?

### Інші проблеми
Квантова механіка і принцип відповідності (іноді називаний квантовим хаосом)Чи є кращі інтерпретації квантової механіки? Як квантовий опис реальності, яка містить у собі такі елементи, як квантова суперпозиція станів і колапс хвильової функції або квантова декогеренція, приводять до реальності, яку ми бачимо? Сформулювати те ж саме можна за допомогою проблеми вимірювання: що таке «вимірювання», яке змушує хвильову функцію звалюватися в певний стан?
Фізична інформаціяЧи існують фізичні феномени, такі як чорні діри або колапс хвильової функції, які безповоротно знищують інформацію про свої попередні стани?
Теорія всього («Теорії великого об'єднання»)Чи існує теорія, яка пояснює значення всіх фундаментальних фізичних констант? Чи існує теорія, яка пояснює, чому калібрувальна інваріантність стандартної моделі така, як вона є, чому спостережуваний простір-час має 3 + 1 виміри, і тому закони фізики такі, як вони є? Чи змінюються із часом «фундаментальні фізичні константи»? Чи є які-небудь частки в стандартній моделі фізики елементарних частинок, що насправді складаються із інших частинок, зв'язаних настільки сильно, що їх неможливо спостерігати при сучасних експериментальних енергіях? Чи існують фундаментальні частки, які ще не спостерігалися, і якщо так, те які вони і які їхні властивості? Чи існують неспостережувані фундаментальні сили, які припускає теорія, що пояснюють інші невирішені проблеми фізики?
Калібрувальна інваріантністьЧи існують реально неабелеві калібровані теорії зі щілиною в спектрі мас?
Квантові обчисленняЧи здатний універсальний квантовий комп'ютер Девіда Дойча ефективно моделювати довільну фізичну систему?

## Емпіричні явища без чіткого наукового пояснення

### Космологія й астрономія

Гіпотетичний погляд на кількість темної матерії та темної енергії у Всесвіті.

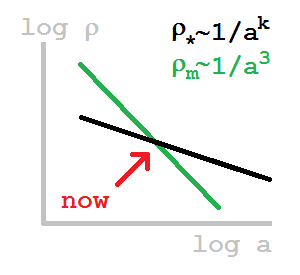
Логаріфмічні графіки показують густину темної енергії та густину темної матерії по горизонталі відкладено часовий фактор. Дві прямі лінії перетинаються в наш час.

Існування ВсесвітуЯке походження матерії, енергії і простору-часу, що сформували Всесвіт/Мультивсесвіт?
Баріонна асиметрія ВсесвітуЧому в спостережуваному Всесвіті існує набагато більше матерії, ніж антиматерії?
Проблема космологічної сталоїЧому нульова енергія вакууму не приводить до великого значення космологічної сталої? Що скасовує цю залежність?
Темна енергіяЩо є причиною спостережуваного прискореного розширення Всесвіту (фаза де Сіттера)? Чому густина енергії темного компонента енергії — величина того ж порядку, що й густина баріонної речовини в цей час, тоді як ці два феномени із часом розвивалися зовсім по-різному? Може бути, це тому, що ми ведемо спостереження в потрібний час? Чи є темна енергія космологічною сталою, чи ж вона є динамічним полем — якоюсь квінтесенцією, такою як фантомна енергія?
Темна матеріяЩо таке темна матерія? Чи зв'язана вона з суперсиметрією? Чи пов'язаний феномен темної метерії з тією або іншою формою матерії, чи це насправді є розширенням гравітації?
Ентропія (напрямок часу)Чому Всесвіт мав таку низьку ентропію у минулому, що привела в результаті до відмінності між минулим і майбутнім і другим законом термодинаміки?
Проблема обріюЧому віддалений Всесвіт такий однорідний, тоді як теорія Великого вибуху пророкує більшу вимірну анізотропію небесної сфери, ніж спостерігається? Можливим підходом до розв'язку є гіпотези інфляції і змінної швидкості світла.
Ізотропія реліктового випромінювання (Вісь зла)Деякі загальні особливості мікрохвильового випромінювання неба на відстанях понад 13 мільярдів світлових років, як видно, говорять про наявність як руху, так і орієнтації Сонячної системи. Чи є це наслідком систематичних помилок обробки, забрудненням результатів локальними ефектами чи непоясненим порушенням принципу Коперника?
Форма ВсесвітуЩо таке 3-многовид супутнього простору, тобто супутній просторовий перетин Всесвіту, який неофіційно називають «формою» Всесвіту? Ні його кривина, ні топологія наразі невідомі, хоча кривина швидше за все «близька» до нуля на спостережуваних масштабах. Гіпотеза космічної інфляції припускає, що форма Всесвіту може бути невимірною, але з 2003 року команда Жана-П'єра Люміне й інші групи вважають, що Всесвіт може мати форму додекаедричного простору Пуанкаре. Чи є форма Всесвіту невимірною, простром Пуанкаре чи має інший 3-многовид?

### Фізика високих енергій та фізика елементарних частинок
Порушення симетрії електрослабкої взаємодіїЯкий механізм, відповідальний за порушення електрослабкої калібрувальної симетрії, що дає масу W і Z бозонам? Чи є він простим механізмом Гіггса стандартної моделі чи природа використовує сильну динаміку при порушенні електрослабкої симетрії, як це пропонується в теорії техніколор?
Маса нейтриноЯкий механізм відповідає за генерацію маси нейтрино? Чи є нейтрино античастинкою самій собі? Чи це може бути античастинка, яка просто не може з'єднатися й анігілювати з нормальною часткою через її нестабільний стан?
Відношення інерціальна маса/гравітаційна маса для елементарних частинокВідповідно до принципу еквівалентності загальної теорії відносності, відношення інертної маси до гравітаційної для всіх елементарних частинок дорівнює одиниці. Однак, експериментального підтвердження цього закону для багатьох частинок не існує. Зокрема, ми не знаємо, яка буде вага макроскопічного шматка антиречовини відомої маси.
Криза спіну протонаЗа попередньою оцінкою Європейської групи з мюонного співробітництва, на три основні («валентні») кварки протона припадає близько 12% від сумарного значення спіну. Чи можна перерахувати залишок глюонів, які зв'язують кварки, а також утворюють «море» пар кварків, які постійно створюються й анігілюють?
Квантова хромодинаміка у непертурбативному режиміРівняння квантової електродинаміки залишаються нерозв'язаними в енергетичних масштабах, відповідних до опису атомних ядер, і, зокрема, в основному чисельні підходи, здається, починають давати відповіді на цей граничний випадок. Чи можна застосовувати квантову хромодинаміку для опису фізики ядра і його компонентів?
Утримання кольоруЧому ніколи не були зафіксовані вільний кварк або глюон, а тільки об'єкти, побудовані з них, наприклад, мезони й баріони? Яким чином ці явища випливають із квантової хромодинаміки?
Сильна CP-проблема і аксіониЧому сильна ядерна взаємодія інваріантна до парності і зарядового спряження? Чи є теорія Печчеї — Квінн розв'язком цієї проблеми?
Гіпотетичні часткиЯкі з гіпотетичних частинок, що передбачаються суперсиметричною теорією й іншими відомими теоріями, насправді існують у природі?

### Астрономія й астрофізика

Крива швидкості обертання типової спіральної галактики: очікувана (A) та спостережувана (B).

Струмені акреційних дисківЧому деякі астрономічні об'єкти, оточені акреційним диском, такі як активні ядра галактик, випускають релятивістські струмені, випромінювані уздовж полярної осі? Чому в багатьох акреційних дисків існують квазі-періодичні коливання? Чому період цих коливань має масштаб, обернено пропорційний масі центрального об'єкта? Чому іноді існують обертони, і чому в різних об'єктів обертони мають різні співвідношення частоти?
Проблема нагрівання корониЧому сонячна корона (атмосферний шар Сонця) набагато гарячіша ніж поверхня Сонця? Чому магнітне перез'єднання відбувається на багато порядків швидше, ніж передбачають стандартні моделі?
Гамма-сплескиЯке походження цих короткострокових сплесків високої інтенсивності?
Надмасивні чорні діриЯка причина відношення М-сигма між масою надмасивної чорної діри й дисперсією швидкості галактики?
Спостережувані аномалії
Аномалія «Гіппарха»: Яка фактична відстань до Плеяд?
Аномалія зближення: Чому спостережувана енергія супутників, що роблять гравітаційний маневр, відрізняється від значень, що передбачаються теорією?
Проблема обертання галактик: Є чи темна матерія відповідальною за відмінності в спостережуваних і теоретичних швидкостях обертання зірок навколо центру галактик, чи причина в чомусь іншому?
Наднові зіркиЯкий точний механізм, за допомогою якого імплозії вмираючих зірок стають вибухом?
Космічні промені надвисоких енергійЧому деякі космічні промені мають неймовірно високу енергію (так звані частки OMG), враховуючи, що поблизу Землі немає джерел космічних променів з такою енергією? Чому деякі космічні промені, випромінені далекими джерелами, мають енергію вище межі Грайзена-Зацепіна-Кузьміна?
Швидкість обертання СатурнаЧому магнітосфера Сатурна проявляє (повільно-змінну) періодичність, близьку до тієї, на якій обертаються хмари планети? Яка дійсна швидкість обертання глибоких внутрішніх шарів Сатурна?

### Фізика конденсованого стану
Аморфні речовиниЯка природа переходу між рідкою або звичайною кристалічною і склоподібною фазами? Які фізичні процеси приводять до основних властивостей скла?
Холодний синтезЯке пояснення суперечливих доповідей про надлишкове тепло, випромінювання й трансмутації?
Кріогенна електронна емісіяЧому під час відсутності світла збільшується емісія електронів фотоелектронного помножувача при зменшенні його температури?
Високотемпературна надпровідністьЯкий механізм, що викликає в деяких матеріалів прояв надпровідності при температурах набагато вищих ніж 50 К?
СонолюмінесценціяЩо є причиною викиду коротких спалахів світла при зникненні бульбашок рідини, збуджених звуком?
ТурбулентністьЧи можна створити теоретичну модель для опису статистики турбулентного потоку (зокрема, для його внутрішньої структури)? При яких умовах існує Гладкий розв'язок рівнянь Нав'є-Стокса? Це, ймовірно, остання нерозв'язана проблема класичної або ньютонівської фізики.

### Біофізика
Синаптична пластичністьВона необхідна для обчислювальної і фізичної моделей мозку, але чим це обумовлене і яку роль вона відіграє в процесах більш високого порядку поза гіпокампом і зоровою корою?
Аксональне наведенняЯк аксони, що виходять із нейронів, знаходять свої цілі? Цей процес має вирішальне значення для розвитку нервової системи, дозволяючи створювати головний мозок?
Випадковість і стійкість до шуму при експресії генівЯк гени управляють нашим тілом, витримуючи різні зовнішні впливи й внутрішню стохастичність? Існують різні моделі генетичних процесів, але ми далекі від розуміння всієї картини, зокрема, в морфогенезі, у якому експресія генів повинна жорстко регулюватися.
Кількісне дослідження імунної системиЯкі кількісні властивості імунних реакцій? Які основні будівельні блоки імунної системи? Яку роль відіграє стохастичність?

## Проблеми, розв'язані за останні десятиліття
Тривалі гамма-сплески (2003)Тривалі гамма-сплески пов'язані зі смертю масивних зірок у деяких специфічних випадках спалахів типу наднової, відомих як гіпернові зірки.
Проблема сонячних нейтрино (2002)Нове розуміння фізики нейтрино, що вимагає модифікації Стандартної моделі фізики елементарних частинок, зокрема, нейтринних осциляцій.
Вікова криза (1990-і)Оцінка віку Всесвіту від 3 до 8 мільярдів років була менша, ніж оцінка віку найстаріших зірок у нашій галактиці. Уточнення оцінок відстані до зірок і введення темної енергії у космологічну модель дозволили підвищити оцінку віку Всесвіту.
Квазари (1980-і)Протягом десятиліть природа квазарів була незрозуміла Зараз вони розглядаються як різновид активних ядер галактик, які випромінюють величезну енергію за рахунок матерії, що падає в масивну чорну діру у центрі галактики.
Аномалія «Піонерів» (2000-ті)невелике додаткове прискорення в напрямку Сонця космічних апаратів «Піонер» пояснено нерівномірним тепловим випромінюванням апаратів.